# Бурбулатівська сільська рада
Бурбулатівська сільська́ ра́да — адміністративно-територіальна одиниця та орган місцевого самоврядування у Близнюківському районі Харківської області. Адміністративний центр — село Бурбулатове.

## Загальні відомості
- Бурбулатівська сільська рада утворена в 1919 році.
- Територія ради: 10,5 км²
- Населення ради: 1 597 осіб (станом на 2001 рік)

## Населені пункти
Сільській раді були підпорядковані населені пункти:
- с. Бурбулатове
- с. Вільне Друге
- с. Вільне Перше
- с. Енергетиків
- с. Миколаївка Перша
- с. Олександрівка

## Склад ради
Рада складалася з 16 депутатів та голови.
- Голова ради: Билим Катерина Володимирівна
- Секретар ради: Личакова Галина Дмитрівна

### Керівний склад попередніх скликань
| Прізвище, ім'я, по батькові  | Основні відомості                                                         | Дата обрання | Дата звільнення |
| ---------------------------- | ------------------------------------------------------------------------- | ------------ | --------------- |
| Трошин Володимир Григорович  | Сільський голова, 1948 року народження, член Комуністичної партії України | 26.03.2006   | 31.10.2010      |
| Билим Катерина Володимирівна | Сільський голова, 1958 року народження, освіта вища, позапартійна         | 31.10.2010   |                 |

Примітка: таблиця складена за даними сайту Верховної Ради України

### Депутати
За результатами місцевих виборів 2010 року депутатами ради стали:

#### За суб'єктами висування
| Суб'єкт висування                                       | Кількість обраних депутатів | %    |
| ------------------------------------------------------- | --------------------------- | ---- |
| Партія регіонів                                         | 10                          | 62,5 |
| Комуністична партія України                             | 3                           | 18,8 |
| Політична партія Всеукраїнське об'єднання «Батьківщина» | 1                           | 6,3  |
| Самовисування                                           | 1                           | 6,3  |
| Соціалістична партія України                            | 1                           | 6,3  |

#### За округами
| № округу                                                | Прізвище, ім'я, по батькові    | Дата визнання обраним | Освіта  | Партійна приналежність | Відомості про обраного депутата                           |
| ------------------------------------------------------- | ------------------------------ | --------------------- | ------- | ---------------------- | --------------------------------------------------------- |
| Комуністична партія України                             |                                |                       |         |                        |                                                           |
| 5                                                       | Каптюх Тетяна Петрівна         | 04.11.2010            | середня | позапартійна           | Станція Дубове, касир                                     |
| 10                                                      | Єдименченко Ірина Вікторівна   | 04.11.2010            | середня | позапартійна           | Герсеванівський бурякопункт., завідувачка                 |
| 15                                                      | Суровяткіна Таїсія Миколаївна  | 04.11.2010            | середня | позапартійна           | Олександрівська амбулаторія, завідувачка                  |
| Партія регіонів                                         |                                |                       |         |                        |                                                           |
| 2                                                       | Непран Микола Грогорович       | 04.11.2010            | середня | член Партії регіонів   | тимчасово не працює                                       |
| 4                                                       | Натолока Тамара Василівна      | 04.11.2010            | середня | член Партії регіонів   | Бурбулатівська сільська рада, техпрацівник                |
| 6                                                       | Буданова Лариса Юріївна        | 04.11.2010            | середня | член Партії регіонів   | Близнюківський тер.центр, соц..працівник                  |
| 7                                                       | Педяж Валентина Яківна         | 04.11.2010            | середня | член Партії регіонів   | Бурбулатівський дошкільний навчальний заклад, завідувачка |
| 8                                                       | Ліщина Олена Яківна            | 04.11.2010            | середня | член Партії регіонів   | Відділення зв'язку с. Бурбулатове, листоноша              |
| 9                                                       | Личакова Галина Дмитрівна      | 04.11.2010            | середня | член Партії регіонів   | Бурбулатівська сільська рада, секретар                    |
| 11                                                      | Чуйко Олександр Миколайович    | 04.11.2010            | середня | член Партії регіонів   | Станція Дубове, оператор                                  |
| 12                                                      | Салютіна Кіра Анатоліївна      | 04.11.2010            | вища    | член Партії регіонів   | Олександрівська загальноосвітня школа І-ІІ ст., вчитель   |
| 14                                                      | Колобиліна Ольга Олександрівна | 04.11.2010            | середня | член Партії регіонів   | Олександівський СБК, директор СБК                         |
| 16                                                      | Познєва Лідія Миколаївна       | 04.11.2010            | середня | член Партії регіонів   | пенсіонер                                                 |
| Політична партія Всеукраїнське об'єднання «Батьківщина» |                                |                       |         |                        |                                                           |
| 1                                                       | Ракітіна Наталія Юріївна       | 04.11.2010            | середня | позапартійна           | Близнюківський терцентр, соцпрацівник                     |
| Соціалістична партія України                            |                                |                       |         |                        |                                                           |
| 13                                                      | Салютін Олександр Вікторович   | 04.11.2010            | вища    | позапартійний          | приватний підприємець                                     |
| Самовисування                                           |                                |                       |         |                        |                                                           |
| 3                                                       | Ковтуненко Микола Іванович     | 04.11.2010            | середня | позапартійний          | пенсіонер                                                 |